# Druivenkoers 2008
La Druivenkoers 2008, quarantottesima edizione della corsa, valida come evento dell'UCI Europe Tour 2008 categoria 1.1, si svolse il 27 agosto 2008 su un percorso di 199 km. Fu vinta dal tedesco Dominic Klemme, che terminò la gara in 4h40'00" alla media di 42,64 km/h.
Al traguardo furono 102 i ciclisti che portarono a termine il percorso.

## Ordine d'arrivo (Top 10)
| Pos. | Corridore            | Squadra     | Tempo    |
| ---- | -------------------- | ----------- | -------- |
| 1    | Dominic Klemme       | Lamonta     | 4h40'00" |
| 2    | Jonas Van Genechten  | Gobert.com  | s.t.     |
| 3    | Johnny Hoogerland    | Van Vliet   | s.t.     |
| 4    | Reinier Honig        | P3 Transfer | s.t.     |
| 5    | Jonas Aaen Jørgensen | GLS         | s.t.     |
| 6    | Romain Fondard       | Gobert.com  | s.t.     |
| 7    | Sibrecht Pieters     | Davitamon   | s.t.     |
| 8    | Janek Tombak         | Mitsubishi  | s.t.     |
| 9    | Roy Hegreberg        | GLS         | s.t.     |
| 10   | Matthias Friedemann  | Lamonta     | s.t.     |